# Giải Oscar lần thứ 87
Lễ trao giải Oscar lần thứ 87, được tổ chức bởi  Viện Hàn lâm Khoa học và Nghệ thuật Điện ảnh Hoa Kỳ  (Academy of Motion Picture Arts and Sciences - AMPAS), đã diễn ra vào ngày 22 tháng 2 năm 2015 tại nhà hát Dolby, số 6801 Đại lộ Danh vọng Hollywood, Los Angeles. Buổi lễ kéo dài trong vòng hơn 4 tiếng đồng hồ, bắt đầu từ 08:30 giờ miền Đông. Giải thưởng được trao nhằm tôn vinh những thành tựu xuất sắc của nền điện ảnh Hoa Kỳ nói riêng và của thế giới nói chung trong năm 2014.
Buổi lễ được đạo diễn bởi 	Hamish Hamilton, chỉ đạo sản xuất bởi  Neil Meron và Craig Zadan. Diễn viên Neil Patrick Harris là người dẫn chương trình, đánh dấu lần đầu tiên anh đảm nhận công việc này. 
Lễ trao thưởng được phát sóng trên 225 quốc gia, tại Hoa Kỳ bởi ABC, tại châu Á bởi kênh HBO.
Birdman hay (The Unexpected Virtue of Ignorance và The Grand Budapest Hotel giành được nhiều giải thưởng nhất với 4 tượng vàng Oscar cho mỗi bộ phim. Trong đó, Birdman chiến thắng các hạng mục Phim hay nhất, Đạo diễn xuất sắc nhất, Kịch bản gốc và Quay phim xuất sắc nhất. Trong khi đó The Grand Budapest Hotel chiến thắng các hạng mục Nhạc phim hay nhất, Thiết kế sản xuất xuất sắc nhất, Thiết kế phục trang và Hóa trang xuất sắc nhất. Whiplash giành được 3 tượng vàng Oscar bao gồm cả hạng mục Nam diễn viên phụ xuất sắc nhất dành cho J. K. Simmons. Big hero 6 chiến thắng hạng mục Phim hoạt hình hay nhất. Những phim giành giải khác bao gồm The Theory of Everything, Still Alice, Boyhood, The Imitation Game, Ida, Citizenfour, Crisis Hotline: Veterans Press 1, The Phone Call, Feast, Selma, American Sniper và Interstellar.
Bên lề, buổi lễ trao giải thưởng của Hội đồng Viện Hàn thường niên lần thứ 6 đã được tổ chức tại Phòng khiêu vũ lớn, tòa nhà Hollywood and Highland Center vào ngày 8 tháng 11 năm 2014. Sau đó, vào ngày 7 tháng 2 năm 2015, buổi lễ giải thưởng của Viện Hàn lâm dành cho những thành tựu công nghệ [của ngành điện ảnh] đã diễn ra tại khách sạn Beverly Hills, Beverly Hills, California.

## Đề cử
Các thành viên từ 17 chuyên ngành khác nhau của  Viện Hàn lâm đã bỏ phiếu để xác định các đề cử theo từng hạng mục tương ứng của mỗi ngành. Riêng các đề cử hạng mục  Phim hoạt hình và Phim nói tiếng nước ngoài  được lựa chọn bởi một cuộc bỏ phiếu của các hội đồng kiểm tra là tập hợp của nhiều ban khác nhau. Trong khi đó toàn bộ thành viên đều có đủ tư cách bầu chọn các đề cử hạng mục Phim hay nhất.

### Buổi lễ công bố
Lần đầu tiên trong lịch sử, danh sách đề cử giải Oscar cho 24 hạng mục được công bố trực tiếp vào lúc 5:30 và 5:38    sáng giờ Thái Bình Dương (tức 13:38 giờ UTC) tại Nhà hát Samuel Goldwyn, Beverly Hills, California bởi Cheryl Boone Isaacs, chủ tịch hiện thời của Viện Hàn lâm, đạo diễn J. J. Abrams, đạo diễn  Alfonso Cuarón và nam diễn viên  Chris Pine:
- Đạo diễn Abrams và Cuarón công bố đề cử các hạng mục: Phim hoạt hình, Phim tài liệu, Phim tài liệu ngắn, Biên tập, Ca khúc gốc trong phim, Thiết kế sản xuất, Phim hoạt hình ngắn, Phim ngắn, Biên tập âm thanh và Hiệu ứng hình ảnh.
- Chủ tịch Cheryl Boone Isaacs và nam diễn viên Chris Pine công bố đề cử các hạng mục: Nam diễn viên chính, Nữ diễn viên chính, Nam diễn viên phụ, Nữ diễn viên phụ, Quay phim, Thiết kế trang phục, Đạo diễn, Phim nói tiếng nước ngoài, Hóa trang, Nhạc phim gốc, Kịch bản chuyển thể và Phim hay nhất.[9]

Birdman hay (The Unexpected Virtue of Ignorance) và The Grand Budapest Hotel cùng giành được nhiều đề cử nhất với 9 hạng mục.

### Phim nhận được nhiều đề cử
Trong danh sách đề cử trên có 17 phim nhận được trên 2 đề cử, đó là:
| Số đề cử | Phim                                             |
| -------- | ------------------------------------------------ |
| 9        | Birdman hay (The Unexpected Virtue of Ignorance) |
| 9        | The Grand Budapest Hotel                         |
| 8        | The Imitation Game                               |
| 6        | American Sniper                                  |
| 6        | Boyhood                                          |
| 5        | Foxcatcher                                       |
| 5        | Interstellar                                     |
| 5        | The Theory of Everything                         |
| 5        | Whiplash                                         |
| 4        | Mr. Turner                                       |
| 3        | Into the Woods                                   |
| 3        | Unbroken                                         |
| 2        | Guardians of the Galaxy                          |
| 2        | Ida                                              |
| 2        | Inherent Vice                                    |
| 2        | Selma                                            |
| 2        | Wild                                             |

## Người công bố giải và biểu diễn

### Người công bố giải
| Tên                                  | Vai trò |
| ------------------------------------ | --- |
| Lupita Nyong'o                       | Công bố người giành giải ở hạng mục Nam diễn viên phụ xuất sắc nhất |
| Liam Neeson                          | Công bố các phim The Grand Budapest Hotel và American Sniper được đề cử ở hạng mục Phim hay nhất                                                                            |
| Dakota Johnson                       | Giới thiệu màn trình diễn ca khúc được đề cử ở hạng mục Ca khúc trong phim hay nhất "Lost Stars"                                                                            |
| Jennifer Lopez Chris Pine            | Công bố người giành giải ở hạng mục thiết kế phục trang đẹp nhất |
| Reese Witherspoon                    | Công bố người giành giải ở hạng mục hóa trang xuất sắc nhất |
| Channing Tatum                       | Công bố sáu người giành chiến thắng cuộc thi Team Oscar |
| Chiwetel Ejiofor Nicole Kidman       | Công bố người giành giải ở hạng mục Phim ngoại ngữ hay nhất |
| Shirley MacLaine                     | Công bố các phim Boyhood, The Theory of Everything, và Birdman (phim) được đề cử ở hạng mục Phim hay nhất                                                                   |
| Marion Cotillard                     | Giới thiệu màn trình diễn ca khúc được đề cử ở hạng mục Ca khúc trong phim hay nhất "Everything is Awesome"                                                                 |
| Jason Bateman Kerry Washington       | Công bố phim giành giải ở các hạng mục Phim ngắn hay nhất và Phim tài liệu ngắn xuất sắc nhất                                                                               |
| Viola Davis                          | Công bố Giải Thống đốc |
| Gwyneth Paltrow                      | Giới thiệu màn trình diễn ca khúc được đề cử ở hạng mục Ca khúc trong phim hay nhất "I'm Not Gonna Miss You"                                                                |
| Margot Robbie Miles Teller           | Công bố Giải Oscar cho thành tựu kỹ thuật và Giải Gordon E. Sawyer |
| Chris Evans Sienna Miller            | Công bố phim giành giải ở hạng mục hoà âm hay nhất và biên tập âm thanh xuất sắc nhất                                                                                       |
| Jared Leto                           | Công bố người giành giải ở hạng mục Giải Oscar cho nữ diễn viên phụ xuất sắc nhất                                                                                           |
| Josh Hutcherson                      | Giới thiệu màn trình diễn ca khúc được đề cử ở hạng mục Ca khúc trong phim hay nhất "Grateful"                                                                              |
| Ansel Elgort Chloë Grace Moretz      | Công bố phim giành giải ở hạng mục Hiệu ứng hình ảnh xuất sắc nhất |
| Kevin Hart Anna Kendrick             | Công bố phim giành giải ở hạng mục Phim hoạt hình ngắn |
| Dwayne Johnson Zoe Saldana           | Công bố phim giành giải ở hạng mục Phim hoạt hình hay nhất |
| Cheryl Boone Isaacs (Chủ tịch AMPAS) | Nói lời cảm ơn |
| Chris Pratt Felicity Jones           | Công bố người giành giải ở hạng mục Chỉ đạo nghệ thuật xuất sắc nhất |
| Jessica Chastain Idris Elba          | Công bố người giành giải ở hạng mục quay phim xuất sắc nhất |
| Meryl Streep                         | Công bố màn kỷ niệm List of Latin phrases: I |
| Benedict Cumberbatch Naomi Watts     | Công bố người giành giải ở hạng mục Dựng phim xuất sắc nhất |
| Terrence Howard                      | Công bố các phim Whiplash, The Imitation Game, và Selma được đề cử ở hạng mục Phim hay nhất on the Best Picture segment                                                     |
| Jennifer Aniston David Oyelowo       | Công bố phim giành giải ở hạng mục Phim tài liệu hay nhất |
| Octavia Spencer                      | Công bố người giành giải ở hạng mục "Glory (bài hát của Common và John Legend)"                                                                                             |
| Idina Menzel John Travolta           | Công bố bài hát giành giải ở hạng mục Ca khúc trong phim hay nhất |
| Scarlett Johansson                   | Giới thiệu phần kỷ niệm 50 năm bộ phim Giai điệu hạnh phúc và màn trình diễn các ca khúc "The Sound of Music", "My Favorite Things", "Edelweiss" and "Climb Ev'ry Mountain" |
| Julie Andrews                        | Công bố phim giành giải ở hạng mục nhạc phim hay nhất |
| Eddie Murphy                         | Công bố người giành giải ở hạng mục Kịch bản gốc xuất sắc nhất |
| Oprah Winfrey                        | Công bố người giành giải ở hạng mục kịch bản chuyển thể xuất sắc nhất |
| Ben Affleck                          | Công bố người giành giải ở hạng mục Đạo diễn xuất sắc nhất |
| Cate Blanchett                       | Công bố người giành giải ở hạng mục Nam diễn viên chính xuất sắc nhất |
| Matthew McConaughey                  | Công bố người giành giải ở hạng mục Nữ diễn viên chính xuất sắc nhất |
| Sean Penn                            | Công bố phim giành giải ở hạng mục Phim hay nhất |

## Các hạng mục trao thưởng, đề cử và người chiến thắng
Dưới đây là danh sách 24 hạng mục trao giải, 121 đề cử và tên của phim/người chiến thắng (in đậm)
| Phim hay nhất | Đạo diễn xuất sắc nhất |
| --- | --- |
| - Birdman hay (The Unexpected Virtue of Ignorance) – Alejandro González Iñárritu, John Lesher và James W. Skotchdopole - American Sniper – Clint Eastwood, Robert Lorenz, Andrew Lazar, Bradley Cooper và Peter Morgan - Boyhood – Richard Linklater và Cathleen Sutherland - The Grand Budapest Hotel – Wes Anderson, Jeremy Dawson, Steven M. Rales và Scott Rudin - The Imitation Game – Nora Grossman, Ido Ostrowsky và Teddy Schwarzman - Selma – Dede Gardner, Jeremy Kleiner, Christian Colson và Oprah Winfrey - The Theory of Everything – Tim Bevan, Eric Fellner, Lisa Bruce và Anthony McCarten - Whiplash – Jason Blum, Helen Estabrook và David Lancaster | - Alejandro González Iñárritu – Birdman hay (The Unexpected Virtue of Ignorance) - Wes Anderson – The Grand Budapest Hotel - Richard Linklater – Boyhood - Bennett Miller – Foxcatcher - Morten Tyldum – The Imitation Game |
| Nam diễn viên chính xuất sắc nhất | Nữ diễn viên chính xuất sắc nhất |
| - Eddie Redmayne – The Theory of Everything trong vai Stephen Hawking - Steve Carell – Foxcatcher trong vai John du Pont - Bradley Cooper – American Sniper trong vai Chris Kyle - Benedict Cumberbatch – The Imitation Game trong vai Alan Turing - Michael Keaton – 'Birdman hay (The Unexpected Virtue of Ignorance) trong vai Riggan Thomson | - Julianne Moore – Still Alice trong vai Tiến sĩ Alice Howland - Marion Cotillard – Two Days, One Night trong vai Sandra Bya - Felicity Jones – The Theory of Everything trong vai Jane Wilde Hawking - Rosamund Pike – Gone Girl trong vai Amy Elliott-Dunne - Reese Witherspoon – Wild trong vai Cheryl Strayed |
| Nam diễn viên phụ xuất sắc nhất | Nữ diễn viên phụ xuất sắc nhất |
| - J. K. Simmons – Whiplash trong vai Terence Fletcher - Robert Duvall – The Judge trong vai Judge Joseph Palmer - Ethan Hawke – Boyhood trong vai Mason Evans, Cha. - Edward Norton – Birdman hay (The Unexpected Virtue of Ignorance) trong vai Mike Shiner - Mark Ruffalo – Foxcatcher trong vai Dave Schultz | - Patricia Arquette – Boyhood trong vai Olivia Evans - Laura Dern – Wild trong vai Barbara "Bobbi" Grey - Keira Knightley – The Imitation Game trong vai Joan Clarke - Emma Stone – Birdman hay (The Unexpected Virtue of Ignorance) trong vai Sam Thomson - Meryl Streep – Into the Woods trong vai Phù Thủy |
| Kịch bản gốc xuất sắc nhất | Kịch bản chuyển thể xuất sắc nhất |
| - Birdman hay (The Unexpected Virtue of Ignorance) – Alejandro González Iñárritu, Nicolás Giacobone, Alexander Dinelaris, Con. và Armando Bo - Boyhood – Richard Linklater - Foxcatcher – E. Max Frye và Dan Futterman - The Grand Budapest Hotel – Wes Anderson và Hugo Guinness - Nightcrawler – Dan Gilroy | - The Imitation Game – Graham Moore, chuyển thể từ Alan Turing: The Enigma bởi Andrew Hodges - American Sniper – Jason Hall, chuyển thể từ American Sniper bởi Chris Kyle, Scott McEwen và Jim DeFelice - Inherent Vice – Paul Thomas Anderson, chuyển thể từ Inherent Vice bởi Thomas Pynchon - The Theory of Everything – Anthony McCarten, chuyển thể từ Travelling to Infinity: My Life with Stephen bởi Jane Wilde Hawking - Whiplash – Damien Chazelle, chuyển thể từ phim ngắn cùng tên của anh |
| Phim hoạt hình hay nhất | Phim nói tiếng nước ngoài hay nhất |
| - Biệt đội Big Hero 6 – Don Hall, Chris Williams và Roy Conli - The Boxtrolls – Anthony Stacchi, Graham Annable và Travis Knight - How to Train Your Dragon 2 – Dean DeBlois và Bonnie Arnold - Song of the Sea – Tomm Moore và Paul Young - The Tale of the Princess Kaguya – Isao Takahata and Yoshiaki Nishimura | - Ida (Ba Lan), tiếng Ba Lan – Paweł Pawlikowski - Leviathan (Nga), tiếng Nga – Andrey Zvyagintsev - Tangerines (Estonia), tiếng Estonia – Zaza Urushadze - Timbuktu (Mauritanie), tiếng Pháp – Abderrahmane Sissako - Wild Tales (Argentina), tiếng Tây Ban Nha – Damián Szifrón |
| Phim tài liệu hay nhất | Phim tài liệu ngắn hay nhất |
| - Citizenfour – Laura Poitras, Mathilde Bonnefoy và Dirk Wilutsky - Finding Vivian Maier – John Maloof và Charlie Siskel - Last Days in Vietnam – Rory Kennedy và Keven McAlester - The Salt of the Earth – Wim Wenders, Lélia Wanick Salgado, David Rosier, Julia de Abreu, Fakhrya Fakhry, Andrea Gambetta và Christine Ponelle - Virunga – Orlando von Einsiedel, Joanna Natasegara và Jon Drever | - Crisis Hotline: Veterans Press 1 – Ellen Goosenberg Kent và Dana Perry - Joanna – Aneta Kopacz - Our Curse – Tomasz Śliwiński và Maciej Ślesicki - The Reaper (La Parka) – Gabriel Serra Arguello - White Earth – J. Christian Jensen |
| Phim ngắn hay nhất | Phim hoạt hình ngắn hay nhất |
| - The Phone Call – Mat Kirkby và James Lucas - Aya – Oded Binnun và Mihal Brezis - Boogaloo and Graham – Michael Lennox và Ronan Blaney - Butter Lamp (La Lampe Au Beurre De Yak) – Hu Wei và Julien Féret - Parvaneh – Talkhon Hamzavi và Stefan Eichenberger | - Feast – Patrick Osborne và Kristina Reed - The Bigger Picture – Daisy Jacobs và Christopher Hees - The Dam Keeper – Robert Kondo và Dice Tsutsumi - Me and My Moulton – Torill Kove - A Single Life – Joris Oprins |
| Nhạc phim hay nhất | Ca khúc trong phim hay nhất |
| - The Grand Budapest Hotel – Alexandre Desplat - The Imitation Game – Alexandre Desplat - Interstellar – Hans Zimmer - Mr. Turner – Gary Yershon - The Theory of Everything – Jóhann Jóhannsson | - "Glory" trong Selma – John Legend và Common - "Everything Is Awesome" trong The Lego Movie – Shawn Patterson - "Grateful" trong Beyond the Lights – Diane Warren - "I'm Not Gonna Miss You" trong Glen Campbell: I'll Be Me – Glen Campbell và Julian Raymond - "Lost Stars" trong Begin Again – Gregg Alexander và Danielle Brisebois |
| Biên tập âm thanh xuất sắc nhất | Hòa âm xuất sắc nhất |
| - American Sniper – Alan Robert Murray và Bub Asman - Birdman hay (The Unexpected Virtue of Ignorance) – Martin Hernández và Aaron Glascock - The Hobbit: The Battle of the Five Armies – Brent Burge and Jason Canovas - Interstellar – Richard King - Unbroken – Becky Sullivan và Andrew DeCristofaro | - Whiplash – Craig Mann, Ben Wilkins và Thomas Curley - American Sniper – John T. Reitz\|John Reitz, Gregg Rudloff và Walt Martin - Birdman – Jon Taylor, Frank A. Montaño]] và Thomas Varga - Interstellar – Gary A. Rizzo, Gregg Landaker và Mark Weingarten - Unbroken – Jon Taylor, Frank A. Montaño và David Lee |
| Thiết kế sản xuất xuất sắc nhất | Quay phim xuất sắc nhất |
| - The Grand Budapest Hotel – Adam Stockhausen (Thiết kế sản xuất); Anna Pinnock (Thiết kế trường quay) - The Imitation Game – Maria Djurkovic (Thiết kế sản xuất); Tatiana Macdonald (Thiết kế trường quay) - Interstellar – Nathan Crowley (Thiết kế sản xuất); Gary Fettis (Thiết kế trường quay) - Into the Woods – Dennis Gassner (Thiết kế sản xuất); Anna Pinnock (Thiết kế trường quay) - Mr. Turner – Suzie Davies (Thiết kế sản xuất); Charlotte Watts (Thiết kế trường quay) | - Birdman hay (The Unexpected Virtue of Ignorance) – Emmanuel Lubezki - The Grand Budapest Hotel – Robert Yeoman - Ida – Łukasz Żal và Ryszard Lenczewski - Mr. Turner – Dick Pope - Unbroken – Roger Deakins |
| Hóa trang xuất sắc nhất | Thiết kế trang phục xuất sắc nhất |
| - The Grand Budapest Hotel – Frances Hannon và Mark Coulier - Foxcatcher – Bill Corso và Dennis Liddiard - Guardians of the Galaxy – Elizabeth Yianni-Georgiou và David White | - The Grand Budapest Hotel – Milena Canonero - Inherent Vice – Mark Bridges - Into the Woods – Colleen Atwood - Maleficent – Anna B. Sheppard và Jane Clive - Mr. Turner – Jacqueline Durran |
| Biên tập phim xuất sắc nhất | Hiệu ứng hình ảnh đẹp nhất |
| - Whiplash – Tom Cross - American Sniper – Joel Cox và Gary D. Roach - Boyhood – Sandra Adair - The Grand Budapest Hotel – Barney Pilling - The Imitation Game – William Goldenberg | - Interstellar – Paul Franklin, Andrew Lockley, Ian Hunter và Scott R. Fisher - Captain America: The Winter Soldier – Dan DeLeeuw, Russell Earl, Bryan Grill và Dan Sudick - Dawn of the Planet of the Apes – Joe Letteri, Dan Lemmon, Daniel Barrett và Erik Winquist - Guardians of the Galaxy – Stephane Ceretti, Nicolas Aithadi, Jonathan Fawkner và Paul Corbould - X-Men: Days of Future Past – Richard Stammers, Lou Pecora, Tim Crosbie và Cameron Waldbauer                                  |

## Tranh cãi
Đã có rất nhiều chỉ trích xung quanh giải Oscar năm nay mà chủ yếu là do các vấn đề về sắc tộc và bình đẳng giới.
Lần thứ ba trong lịch sử cả 20 đề cử diễn xuất đều thuộc về những diễn viên da trắng. Hai lần trước đó là các năm 1998 và 2011. David Sims của tạp chí The Atlantic nói: "Điều trơ trẽn đến ngạc nhiên đối với bộ phim tiểu sử về   Martin Luther King, Con. – Selma [là rằng bộ phim] được đề cử hạng mục phim hay nhất nhưng không có một đề cử nào cho Nam diễn viên, Đạo diễn hay Kịch bản gốc xuất sắc nhất cả – với một sự thật rằng toàn bộ 20 đề cử diễn xuất năm nay đều là da trắng. Lần đầu tiên một điều như vậy đã xảy ra kể từ lễ trao giải Oscar tôn vinh những bộ phim năm 1995." Selma được đạo diễn bởi Ava DuVernay, bản thân bà cũng là một   người Mỹ gốc Phi.
Trong khi đó, nhà bình luận của tờ  The Guardian Bidisha cũng chú ý đến sự áp đảo của người da trắng trong danh sách đề cử và đồng thời nhấn mạnh rằng: "mỗi đạo diễn, biên kịch, người chuyển thể kịch bản và nhà soạn nhạc được đề cử đều là những người đàn ông da trắng, điều này cho thấy rằng sẽ có một sự thiếu vắng cố hữu sự hiện diện của những người phụ nữ trong buổi lễ trao giải Oscar năm nay, ngoài những đề cử cho hạng mục Nữ diễn viên chính và Nữ diễn viên phụ xuất sắc nhất."
Bên cạnh đó, có hàng loạt phản ứng tiêu cực từ các fan và giới phê bình, chẳng hạn như bộ phim   The Lego Movie không nhận được đề cử trong hạng mục Phim hoạt hình xuất sắc nhất. Điều tương tự đến từ việc bài hát  "Yellow Flicker Beat" trong bộ phim  The Hunger Games: Mockingjay – Part 1 của ca sĩ Lorde không được đề cử cho hạng mục Ca khúc gốc hay nhất.

## Giải thưởng do Hội đồng Viện Hàn lâm trao tặng

### Giải thưởng Danh dự của viện Hàn lâm
- Jean-Claude Carrière
- Hayao Miyazaki
- Maureen O'Hara

### Giải thưởng nhân đạo Jean Hersholt
- Harry Belafonte[26][27][28]